# Alvania alfredbelli
Alvania alfredbelli is een uitgestorven slakkensoort uit de familie van de Rissoidae. De wetenschappelijke naam van de soort werd voor het eerst geldig gepubliceerd in 2017 door Faber.